# North East Derbyshire
Il North East Derbyshire è un distretto del Derbyshire, Inghilterra, Regno Unito, con sede a Chesterfield.
Il distretto fu creato con il Local Government Act 1972, il 1º aprile 1974 dalla fusione dei distretti urbani di Clay Cross e Dronfield con il distretto rurale di Blackwell e parte del distretto rurale di Chesterfield.

## Località e parrocchie
Le località del distretto includono:
- Arkwright Town, Ashover
- Barlow
- Calow, Clay Cross
- Danesmoor, Dronfield
- Eckington
- Grassmoor
- Holmesfield, Holymoorside, Holmewood
- Killamarsh
- North Wingfield
- Pilsley
- Renishaw, Ridgeway
- Shirland, Spinkhill, Stonebroom
- Tupton
- Wingerworth

Le parrocchie del distretto sono:
- Ashover
- Barlow
- Brackenfield
- Brampton
- Calow
- Clay Cross
- Dronfield
- Eckington
- Grassmoor, Hasland and Winswick
- Heath and Holmewood
- Holmesfield
- Holymoorside and Walton
- Killamarsh
- Morton
- North Wingfield
- Pilsley
- Shirland and Higham
- Stretton
- Sutton cum Duckmanton
- Temple Normanton
- Tupton
- Unstone
- Wessington
- Wingerworth